# Sarcofago

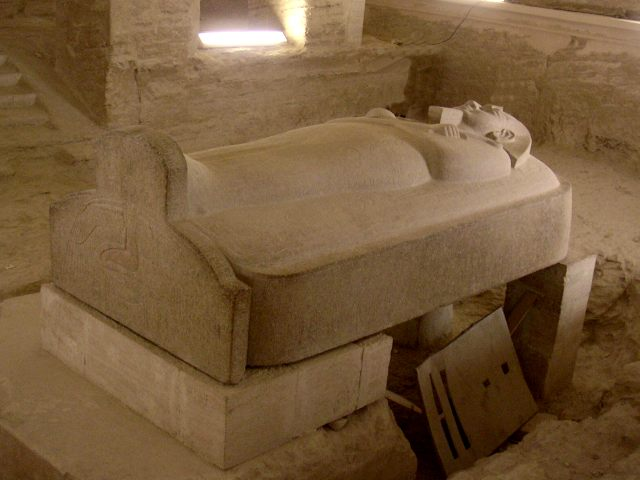
Sarcofago del Faraone Merenptah.

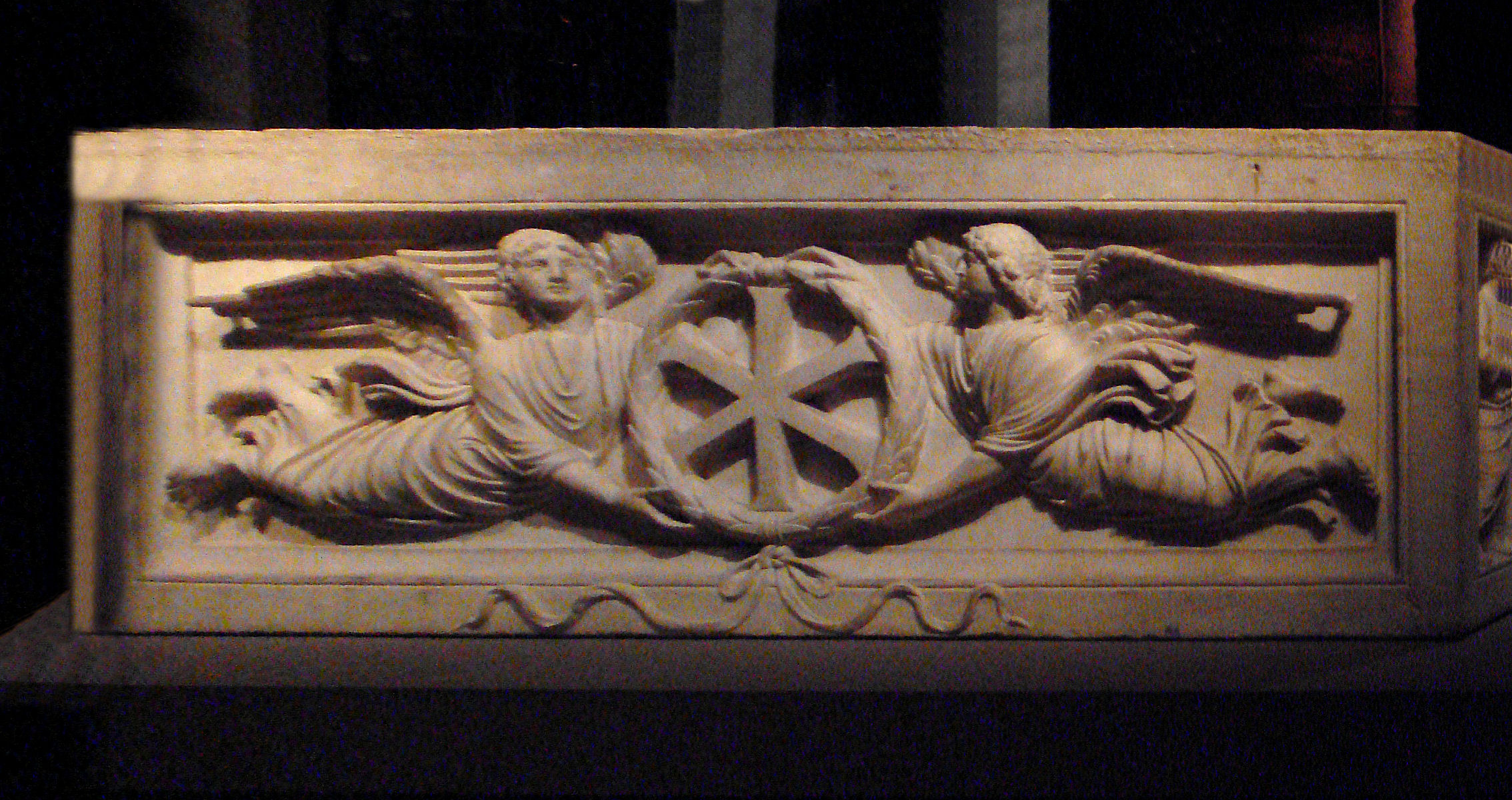
Sarcofago cristiano con il monogramma di Cristo, circa 400 d.C.

Il sarcofago è un contenitore, solitamente di roccia o legno, destinato a custodire una bara o il corpo di un defunto.

## Etimologia
Il termine è composto dalle parole greche σάρξ sarx, «carne», e φαγεῖν phaghein, «mangiare» o «consumare» con il significato quindi di mangiatore di carne.

Il termine in greco era propriamente un aggettivo utilizzato nell'espressione λίθος σαρκοφάγος lithos sarcophágos, ossia «pietra che mangia la carne»: gli antichi Greci, secondo una credenza sostenuta anche da Erodoto, credevano, erroneamente, che i sarcofagi fossero fatti di un particolare tipo di pietra calcarea che consumava la carne del corpo in essa contenuti.

## Origine e caratteristiche
L'uso del sarcofago è strettamente connesso con il rito funebre dell'inumazione ed era diffuso in varie parti del mondo.
I sarcofaghi sono di solito dei cassoni rettangolari, scolpiti, intarsiati o dipinti. Alcuni erano costruiti come parte di una tomba elaborata, altri per essere sepolti o messi in cripte. 
I cinesi della dinastia Han  conservavano i corpi dei nobili in tombe sotterranee, entro sarcofaghi lignei, ricoperti di stoffe preziose e unguenti; un esempio famoso è il sarcofago della Marchesa Dai, scoperto nel 1971, il cui corpo è rimasto quasi perfettamente conservato.
I Maya conservavano i loro re in sarcofaghi all'interno dei templi, un esempio  famoso è il sepolcro del re Pakal, scoperto intatto con indosso i gioielli e la  maschera di giada.
Nell'Antico Egitto, il defunto  di stirpe reale o nobile era conservato in una piramide o in un apposito ambiente sotterraneo, in un sacrario ligneo di protezione, con all'interno diversi sarcofaghi antropomorfi preziosi, di solito tre,  uno dentro l'altro. 
Famoso è il sarcofago  minoico di Haghia Triada, stuccato e dipinto con scene di processione e sacrificio. 
Invece i sarcofaghi non erano molto usati in Grecia (dove si praticava la cremazione), ma piuttosto nelle zone di influenza egizia e fenicia.
Da Clazomene (Asia Minore) provengono invece sarcofagi di VI secolo a.C. fittili, di forma trapezoidale e decorati con motivi tipici della ceramica ionica e attica a figure nere. Esempi ce ne sono anche per i secoli successivi e presentano forme e decorazioni di diverso genere. Di età ellenistica è il celebre sarcofago di Alessandro, attualmente custodito nel Museo archeologico di Istanbul.
I sarcofaghi etruschi sono per lo più del tipo a kliné: il cassone rappresenta il divano utilizzato per i banchetti, mentre il coperchio reca l'immagine del defunto. Sarcofaghi più elaborati  raffigurano la coppia di sposi, con la moglie seduta e il marito disteso a banchetto.  Nel rito funebre etrusco e più tardi in quello romano,  tuttavia non erano previste  imbalsamazioni di corpi; il sarcofago era più che altro un contenitore di prestigio, dove veniva riposta l'urna con le ceneri del defunto.
In effetti nel mondo romano gli esempi di sarcofago sono scarsi fino al I secolo d.C., quando, per imitazione del costume ellenistico (Alessandro Magno era stato imbalsamato e riposto in un sarcofago) e più tardi per effetto dell'arrivo di  religioni orientali come quella egizia e quella cristiana, si andò diffondendo l'inumazione. Dopo un periodo in cui la forma tipica fu quella a cassone rettangolare, dopo il II secolo si andarono diffondendo quelli a tinozza, con tre lati decorati (raramente tutti e quattro) con festoni vegetali e floreali o scene mitologiche che alludono ai culti misterici o alla morte. I modelli del sarcofago romano sono quasi tutti greci, con episodi mitologici,  legati a episodi salvifici o di metamorfosi, come i miti di Dioniso, di Ercole o di Persefone. Non mancano esempi di sarcofaghi più semplici, con forme decorative floreali o linee decorative astratte  e il ritratto del defunto o della defunta, raffigurato come filosofo, guerriero o matrona a mezzo busto in un clipeo. La lavorazione preliminare era eseguita in serie e si lasciava incompiuto il volto del defunto, che veniva eseguito da uno scalpellino locale una volta comprato il sarcofago. 
Nel caso degli imperatori romani veniva anche usato come materiale di prestigio il durissimo porfido egiziano, che ha un colore che ricorda la porpora. Ne sono esempi il sarcofago di Elena e quello di Costantina, ora ai Musei Vaticani. Nel III secolo i soggetti cambiano ancora: vanno scomparendo le scene mitologiche a favore di quelle familiari, episodi di battaglia o caccia e filosofiche. Fanno intanto la loro comparsa anche sarcofaghi con la fronte ripartita in nicchie da diversi elementi architettonici e anche elementi ritrattistici ed espressionistici. Con l'andare del tempo, ai temi iconografici pagani andarono sostituendosi quelli simbolici e canonici del sarcofago paleocristiano, senza però che vi fossero, almeno all'inizio, variazioni stilistiche.
Nel Medioevo e nel Rinascimento i sarcofaghi continuano ad essere utilizzati per le sepolture di persone importanti, di  prelati e di santi. Frequente è l'uso di raffigurare sul coperchio in bassorilievo o a tutto tondo il defunto disteso, dormiente o in atteggiamento di preghiera.
L'uso del sarcofago marmoreo o bronzeo per il defunto importante continua ad essere frequente nel Settecento e nell'Ottocento. Di solito viene collocato in un apposito mausoleo o cappella funeraria. 
Nel Novecento, con il declinare dell'arte figurativa e l'imporsi di gusti più sobri ed essenziali per i monumenti funebri, i sarcofaghi sono meno usati e diventano molto semplici nelle linee.

## Riutilizzo dei sarcofaghi con altre funzioni
Nel Medioevo era frequente il riuso dei sarcofaghi pagani, che venivano semplicemente riassegnati a defunti importanti, come santi, papi e imperatori,  o anche scalpellati e modificati, per divenire reliquiari, fonti battesimali o altari. 
In epoca rinascimentale i sarcofaghi antichi erano utilizzati come elementi d'arredo dei palazzi e dei giardini; spesso venivano bucati nel fondo, per divenire fontane monumentali.
Per questi oggetti, il plurale sarcofagi è molto meno usato di quello sarcofaghi. Sarcofagi sono invece senz'altro i mangiatori di cadaveri e i tombaroli.